# Teos
Teos (en grec antic Τέως) era una ciutat jònica de la costa d'Àsia Menor, situada al costat sud de l'istme que connecta una península amb el continent.
Originària ment era una colònia fundada pels minies d'Orcomen dirigida per Atamant, un descendent d'Atamant fill d'Èol, i durant l'emigració se'ls van unir atenencs i beocis, segons diuen Estrabó i Pausànies. La regió on estava situada produïa un molt bon vi i Dionís era un dels déus principals
La ciutat tenia dos bons ports. Un a tocar de Teos i l'altre a 30 estadis de distància que Estrabó anomena Γερραίδαι ("Gerraídai") i Titus Livi Geraesticus. Teos es va convertir en una ciutat important fins a l'establiment del domini persa a Jònia, quan els habitants de la ciutat incapaços de suportar la insolència dels bàrbars, van emigrar i es van establir a Abdera, a Tràcia, segons Heròdot. Però una part dels antics habitants van restar a la ciutat o hi van tornar i després de la invasió persa de Grècia, i Teos va ser una ciutat aliada d'Atenes. Després del fracàs atenenc a l'expedició de Sicília, la ciutat es va revoltar però va ser ràpidament sotmesa, segons Tucídides.
A la Guerra Romano-Síria entre Roma i el selèucida Antíoc, la flota de romans i rodis el va derrotar prop de Teos.
Encara es conserven força restes de Teos a la ciutat turca de Sighajik, especialment un teatre, el temple de Dionís i les muralles. Algunes inscripcions mencionen tractats de la ciutat amb Roma, Etòlia, algunes ciutats de Creta i altres estats, reconeixent la inviolabilitat del territori de Teos, la preeminència del deu Bacus i el dret d'asil.
Prop de les ruïnes de Teos es troba la moderna ciutat turca de Seferihisar.